# كأس الأمم الإفريقية لكرة الصالات 2020
ستكون بطولة أفريقيا لكرة القدم الخماسية 2020 النسخة السادسة من البطولة، وستقام في المغرب في الفترة من 28 يناير إلى 7 فبراير 2020.
ستتأهل الفرق الثلاثة الأولى من البطولة إلى كأس العالم لكرة الصالات 2020 التي ستقام في ليتوانيا.
تمكّن المنتخب المغربي من الدفاع عن لقبه والفوز بالبطولة للمرّة الثانية ضد المنتخب االمصري في النهائي بنتيجة 5-0.

## التصفيات

### المنتخبات المتأهلة
تأهلت المنتخبات الثمانية التالية للبطولة.
| المنتخب          | مرات التأهل | أفضل إنجاز                 |
| ---------------- | ----------- | -------------------------- |
| أنغولا           | 3           | دور المجموعات (2008، 2016) |
| مصر              | 6           | اللقب (1996، 2000، 2004)   |
| غينيا الاستوائية | 1           | أول مشاركة                 |
| غينيا            | 1           | أول مشاركة                 |
| ليبيا            | 4           | اللقب (2008)               |
| المغرب (المنظِّم)  | 5           | اللقب (2016، 2020)         |
| موزمبيق          | 4           | الوصيف (2004)              |
| جنوب إفريقيا     | 5           | المركز الرابع (2000)       |